# Jacek Sienkiewicz

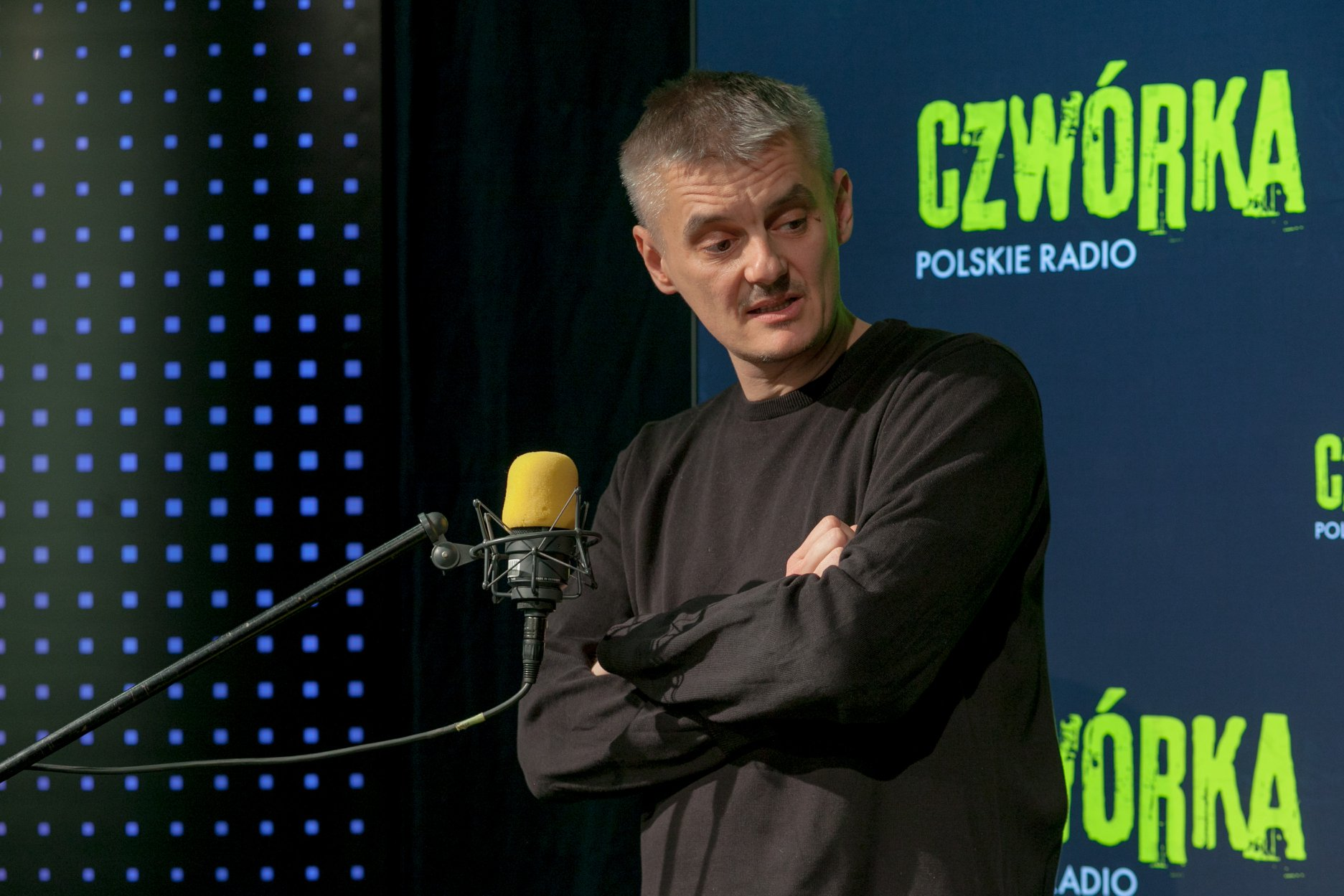
Jacek Sienkiewicz, 2019

Jacek Sienkiewicz (* 1976 in Warschau) ist ein polnischer DJ, Live-Act und Produzent in der elektronischen Musikszene.
Jacek begann seine DJ-Karriere in den frühen 1990er Jahren, nachdem er die ersten Underground Raves in Warschau besucht hatte. Obwohl er großen Erfolg außerhalb Polens hat, versucht Jacek Sienkiewicz immer wieder, die polnische Technoszene zu unterstützen. Er besitzt ein eigenes Label mit dem Namen Recognition.
1999 erschien seine erste CD mit dem Titel Recognition, die den gleichen Namen wie sein Label trägt. 2002 veröffentlichte Jacek sein Debütalbum Téchnè, das bei Cocoon Recordings, dem Plattenlabel von Sven Väth, erschien.

## Diskografie (Auswahl)
- Recognition, 2000

Alben
- Téchnè (Cocoon Recordings), 2002
- Displaced (Cocoon Recordings), 2004
- Modern Dance (Cocoon Recordings), 2009
- On the Road (Cocoon Recordings), 2011

Remixe
- Frank Lorber/Sikora – Re_Boiled
- Sven Väth – Strahlemann und Söhne